# Jean Markale
Pour les articles homonymes, voir Jean Bertrand, Bertrand et Markale.
Jacques Bertrand, dit Jean Markale, né le 23 mai 1928 dans le 14e arrondissement de Paris et mort le 23 novembre 2008 à Auray, est un écrivain, poète, conteur et conférencier français. Sa notoriété repose principalement sur la diffusion à plus d'un million d'exemplaires de son livre La Femme Celte, traduit en plus de vingt langues à la suite de l'engouement suscité en 1986 par la version anglaise.

## Biographie
Dans son enfance, sa grand-mère bretonne l'initie aux contes et légendes locales et suscite ainsi une véritable passion pour la culture bretonne.
En 1949, il rencontre André Breton et participe activement à la découverte passionnée par le mouvement surréaliste de cette époque, de l'art celtique comme du cycle arthurien. En 1956, il fit paraître aux éditions G. Fall une anthologie, Les grands Bardes gallois, précédé d'un petit texte d'André Breton intitulé Braise au trépied de Keridwen, qui présente un Markale déjà indissociable de la matière de Bretagne : « Des hauts lieux qu'il hante chaque année, entre la Fontaine de Barenton et le Val sans Retour, non loin du troublant village de Folle-Pensée, au cœur de cette fabuleuse forêt de Brocéliande où luit encore par éclairs la lance de Perceval, nul n'était plus désigné que Jean Markale pour vous présenter, avec tous les soins requis, les chants des anciens Bardes gallois. ».
Il commence sa carrière comme professeur de lettres à Paris. Il enseigne notamment dans les années 1970 à l'école Massillon, quai des Célestins, dans le 4e arrondissement de Paris. Érudit en littérature médiévale, il captive ses élèves à travers les récits de Chrétien de Troyes et conte tous les mystères de Brocéliande. En parallèle, il entreprend d'étudier et de raconter le cycle arthurien et, au fil du temps, il se spécialise dans l'histoire et les littératures celtiques. Ayant quitté l'enseignement, il se consacre entièrement à son œuvre.

Il s'installe alors en Bretagne, dans le village de Bieuzy-Lanvaux sur la commune de Pluvigner (Morbihan), où il vécut avec sa seconde épouse, Môn Rigole-Markale, jusqu'à la fin de sa vie. Il contribua beaucoup à la découverte de la forêt de Brocéliande et des légendes qui y sont attachées en participant à de nombreuses conférences et en organisant un spectacle théâtral centré sur le personnage de Merlin, dans le lieu naturel du « Miroir aux Fées ».
Il a publié de nombreux livres sur la civilisation celtique. En particulier, il s'est intéressé à la place de la femme dans le monde celte et le cycle du Graal. Ses premiers ouvrages étaient principalement destinés à un public d'érudits. Il a par la suite vulgarisé son approche afin de permettre à d'autres personnes de se familiariser avec son sujet.
Il prit parfois une position différente de celle du monde universitaire sur certaines questions historiques. Par exemple son opinion sur le sujet de la localisation d'Alésia dans Vercingétorix : 

« L'Alésia de César et de Vercingétorix est-elle Alise-Sainte-Reine ou Alaise ? La thèse favorable à Alise-Sainte-Reine n'est appuyée sur aucune preuve absolue. La thèse favorable à Alaise contient des éléments intéressants, surtout dans le cadre d'une réflexion générale sur les mouvements respectifs de César et de Vercingétorix. »

Une biographie de Jean Markale est parue en 2012 aux Éditions Les Oiseaux de Papier, écrite par Jacky Ealet, avec un avant-propos de Môn Rigole-Markale, contenant de nombreuses photographies et documents inédits : Jean Markale, la quête de l'Autre Monde.

## Critiques
Les ouvrages de Jean Markale ont fait l'objet de critiques sévères dans les milieux universitaires. En 1971, Christian-Joseph Guyonvarc'h, spécialiste du monde celtique, publie une recension particulièrement cinglante de trois livres de Jean Markale — Les Celtes et la civilisation celtique : mythe et histoire, L'Épopée celtique d'Irlande et L'Épopée celtique en Bretagne — déplorant l'accueil favorable qu'ils ont reçu dans la presse généraliste et accusant leur auteur d'être totalement incompétent dans les domaines de la linguistique, de l'histoire et de la culture celtiques, voire de se moquer de son propre lectorat. En 1978, il revient sur L'Épopée celtique en Bretagne, écrivant à propos de cet ouvrage : 

« M. Jean Bertrand, dit Jean Markale, se fait parfois passer pour professeur de lettres classiques. Il ne dit jamais où il enseigne ; Mais (…) il ne sait pas accentuer le grec, ignore tout du latin (…) il ne sait pas combien de cas comporte la déclinaison irlandaise (tantôt deux, tantôt trois)(...) Jean Markale lui-même se cite très complaisamment dans ses publications ultérieures et, chaque fois qu'il est question d'un texte irlandais, il renvoie à L'Épopée Celtique comme si cet ouvrage contenait des traductions ou constituait la référence essentielle. Tout cela est, au mieux, une plaisanterie. »

De même, dans son compte rendu du livre Les Celtes et la civilisation celtique. Mythe et histoire, Michel Meslin parle d'une « abondance de simplifications outrancières », d'une « ignorance même des méthodes les plus élémentaires de l’histoire des religions » et de « multiples erreurs matérielles », classant le livre parmi les « plaidoyers pseudo-scientifiques »

## Condamnation
Les éditions Sand ont été condamnées en 1990 dans une affaire de plagiat pour avoir, en 1989, fait reparaître sous la signature de Jean Markale le Guide de la Bretagne mystérieuse, publié vingt ans plus tôt par Gwenc'hlan Le Scouëzec chez Tchou (appartenant aux éditions Sand), qui avait déjà édité l'original dans la même collection.

## Influence
- Son livre L'Épopée celtique d'Irlande a inspiré le groupe Manau pour leur album Panique Celtique[10].
- Le cycle du Graal a inspiré une part importante de l'œuvre du peintre Jean-Marie Martin[11].

## Ouvrages

### Le Cycle du Graal
- La Naissance du roi Arthur - Le Cycle du Graal T1.
- Les Chevaliers de la Table ronde - Le Cycle du Graal T2.
- Lancelot du lac - Le Cycle du Graal T3.
- La Fée Morgane - Le Cycle du Graal T4.
- Gauvain et les chemins d'Avalon - Le Cycle du Graal T5.
- Perceval le Gallois - Le Cycle du Graal T6.
- Galaad et le roi pêcheur - Le Cycle du Graal T7.
- La Mort du roi Arthur - Le Cycle du Graal T8.

### La Grande Épopée des Celtes
- Les Conquérants de l'île verte.
- Les Compagnons de la branche rouge.
- Le Héros aux cent combats.
- Les Triomphes du roi errant.
- Les Seigneurs de la brume.

### Autres livres
- Aliénor d'Aquitaine, 1979.
- Amour et sexualité chez les Celtes, Editions du Relié français, 2005.
- Amours celtes : sexe et magie, Le Relié poche, 2012.
- Brocéliande et l'énigme du Graal.
- Carnac et l'énigme de l'Atlantide.
- Charlemagne et Roland.
- Chartres et l'énigme des druides, © Pygmalion, 1988.
- Chateaubriand au-delà du miroir, éd. Imago, 1986.
- Contes et légendes des pays celtes.
- Contes de la mort des pays de France, Albin Michel, 1992.
- Contes populaires de Bretagne.
- Contes populaires grivois des pays de France.
- Dolmens et menhirs.
- Druides et chamanes.
- Gisors et l'énigme des Templiers, Paris, Éditions Pygmalion/Gérard Watelet, 1986  (ISBN 2-7242-3495-2).
- Guide spirituel de la forêt de Brocéliande.
- Halloween, Histoire et Traditions, éd. Imago, 2000.
- Histoire secrète de la Bretagne, Albin Michel, 1977.
- Histoire de la France secrète.
- Isabeau de Bavière, 1982.
- L'Amour courtois, éd. Imago, 1987.
- La Femme celte, Paris, Payot, 1972, 416 p., [compte rendu en ligne].
- La Fille de Merlin.
- La Grande Déesse, Albin Michel, 1997.
- La Tour de Nesle.
- La Tradition celtique en Bretagne armoricaine, 1978.
- Lancelot et la chevalerie arthurienne, éd. Imago, 1985.
- Le Chêne de la sagesse.
- Le Druidisme. Traditions et dieux des Celtes, Paris, Payot, 1985, 286 p., [compte rendu en ligne].
- Le Mont-Saint-Michel et l'énigme du dragon, © Pygmalion, 1987.
- Le Roi Arthur et la société celtique, Paris, Payot, 1976,  (ISBN 2228272310) 434 p., [compte rendu en ligne].
- Le Christianisme celtique et ses survivances populaires, éd. Imago, 1986.
- Le Graal, Albin Michel, 1996.
- Le Périple de Saint Colomban.
- Le Tombeau de Merlin.
- L'Énigme des vampires.
- L'Énigme du Saint Graal de Rennes-le-Château à Marie-Madeleine.
- L'Épopée celtique en Bretagne, 1975.
- L'Épopée celtique d'Irlande, 1979.
- Légendes de Bretagne.
- L'Épopée des Gaulois.
- Les Celtes et la civilisation celtique, Paris, Payot, 1969, 494 p., [compte rendu en ligne], [compte rendu en ligne], [compte rendu en ligne].
- Les Dames du Graal.
- Les Grands Bardes gallois, 1956, (nouvelle édition augmentée en 1976).
- Les Mystères de l'après-vie.
- Les Saints fondateurs de la Bretagne et des pays celtes.
- Les Révoltés de Dieu.
- Mélusine, Albin Michel, 1993.
- Mémoires d'un celte, Albin Michel, 1992.
- Merlin l'Enchanteur ou l'Éternelle quête magique, Albin Michel, 2009.
- Montségur et l'énigme cathare.
- Notre-Dame de la nuit.
- Paroles celtes, Albin Michel, 1996.
- Petite Encyclopédie du graal.
- Pour une rose.
- Rennes-le-Château ou l'énigme de l'or maudit.
- Siegfried ou l'or du Rhin.
- Sites et sanctuaires celtes.
- Vercingétorix.
- L'Homme lesbien, précédé de Tombeau de Merlin ou J. Markale, poète de la celtitude, par Claire Fourier, 2008.
- La Bastille et l'énigme du masque de fer, éditions Pygmallion, 1989.
- Les Grandes Heures de la Bretagne, Pygmalion, juin 2008, 721 p. (ISBN 978-2-7564-0379-3, lire en ligne).

## Distinctions
- 1976 : prix Calmann-Lévy pour La Tradition celtique en Bretagne armoricaine
- 1983 : prix Thérouanne pour Vercingétorix[12]

### Décoration
- Chevalier de l'ordre des Arts et des Lettres (1987)[13]